# Kāpīk
Kāpīk (persiska: کاپیک) är en ort i Iran.   Den ligger i provinsen Västazarbaijan, i den nordvästra delen av landet, 700 km väster om huvudstaden Teheran. Kāpīk ligger 1 966 meter över havet och antalet invånare är 592.
Terrängen runt Kāpīk är lite bergig, och sluttar brant österut. Runt Kāpīk är det ganska tätbefolkat, med 83 invånare per kvadratkilometer. Närmaste större samhälle är Salmās, 18,3 km öster om Kāpīk. Trakten runt Kāpīk består i huvudsak av gräsmarker.